# Ucria
Ucria ist eine Stadt der Metropolitanstadt Messina in der Region Sizilien in Italien mit 875 Einwohnern (Stand 31. Dezember 2023).

## Lage und Daten
Ucria liegt 100 km westlich von Messina. Die Einwohner arbeiten hauptsächlich in der Landwirtschaft. 
Die Nachbargemeinden sind Castell’Umberto, Floresta, Raccuja, Sinagra und Tortorici.

## Geschichte
Der Ort wurde im Mittelalter gegründet. Viele Einwohner von Ucria wanderten im späten 19. und frühen 20. Jahrhundert nach Waltham (Massachusetts), Massachusetts, USA aus.

## Sehenswürdigkeiten
- Mittelalterlicher Stadtkern
- Pfarrkirche